# Günter Baaske
Günter Baaske, né le 17 octobre 1957 à Bad Belzig, est un homme politique allemand membre du Parti social-démocrate d'Allemagne (SPD).

## Biographie

### Une carrière dans la fonction publique
Après avoir obtenu en 1976 son Abitur, il accomplit son service militaire dans la Nationale Volksarmee (NVA) pendant deux ans.
Il intègre ensuite l'école supérieure de pédagogie Karl Liebknecht de Potsdam, dont il ressort avec un diplôme de professeur de mathématiques et physique en 1982. Il commence aussitôt à enseigner à Niemegk. Il est ensuite muté à Borkheide, et enfin à Berlin.
En 1989, il devient pour quatre ans manager du groupe de musique Keimzeit, puis entre en 1990 dans la fonction publique de l'arrondissement de Belzig, transformé ensuite en arrondissement de Potsdam-Mittelmark, pour douze ans.

### Débuts en politique
Il participe à la fondation du Nouveau forum (NF) et du Parti social-démocrate (SDP) de l'arrondissement de Belzig en 1989. Il adhère au Parti social-démocrate d'Allemagne (SPD) lorsque celui-ci fusionne avec le SDP, un an plus tard.
Il est élu au conseil municipal de Bad Belzig et à l'assemblée de l'arrondissement de Potsdam-Mittelmark en 1990, mais renonce à ces deux fonctions au bout de trois ans.

### Ministre de Platzeck et cadre du SPD régional
Le 26 juin 2002, il est nommé ministre du Travail, des Affaires sociales, de la Santé et des Femmes du Brandebourg par Matthias Platzeck, tout juste investi au poste de ministre-président, dans sa première grande coalition.
Élu député aux élections régionales de 2004, il quitte le gouvernement afin de prendre la présidence du groupe parlementaire du SPD au Landtag du Brandebourg. Il intègre parallèlement le comité directeur du SPD du Brandebourg et en devient vice-président en 2006. Il renonce à ce poste à l'issue de son mandat de deux ans.

### Retour au gouvernement
En 2009, la grande coalition s'impose de nouveau mais Platzeck décide de s'allier à Die Linke dans une coalition rouge-rouge. Günter Baaske fait alors son retour au gouvernement comme ministre du Travail, des Affaires sociales, des Femmes et de la Famille le 6 novembre. Après les élections de 2014, il devient ministre de l'Éducation, de la Jeunesse et des Sports. Il démission pour raisons privées le 28 septembre 2017 et cède ses fonctions à Britta Ernst, ancienne ministre de l'Éducation du Schleswig-Holstein.